# Spondeo
Lo spondeo è un piede in uso nella metrica classica. Formato dalla successione di due sillabe lunghe (— —) è classificato come un piede quadrimoraico, appartenente al γένος ἴσον (génos íson), in quanto il rapporto tra arsi e tesi è nella proporzione 1 a 1. Tuttavia, esso non ha un ritmo proprio definito, dal momento che tanto la prima quanto la seconda sillaba possono fungere da tempo forte a seconda dei contesti, e sebbene sia considerato dagli studiosi moderni nel novero dei piedi prototipici (ossia, quei particolari piedi che stanno alla base di tutta la versificazione antica) non esistono metri basati sullo spondeo.
Esso però è ampiamente usato e svolge un ruolo importante nelle sostituzioni tanto degli altri metri appartenenti al génos íson, come il dattilo o l'anapesto, che di quelli invece annoverati nel génos diplásion (rapporto 1:2), come il trocheo (— ∪) e il giambo (∪ —): in questo caso, la sillaba lunga che sostituisce la sillaba breve dei metri originali è definita lunga irrazionale, (per la spiegazione di questo fenomeno si veda metrica classica).